# Squalus grahami
Squalus grahami е вид хрущялна риба от семейство Squalidae. Видът е почти застрашен от изчезване.

## Разпространение
Разпространен е в Австралия (Куинсланд и Нов Южен Уелс).